# Уксюм
Уксюм — река в России, протекает в Уржумском районе Кировской области. Устье реки находится в 10 км по левому берегу реки Немда. Длина реки составляет 12 км.
Исток реки в лесу в 30 км к востоку от Уржума. Течёт на юго-запад, всё течение реки проходит по ненаселённому лесному массиву. Впадает в одну из многочисленных в нижнем течении Немды боковых стариц.

## Данные водного реестра
По данным государственного водного реестра России относится к Камскому бассейновому округу, водохозяйственный участок реки — Вятка от водомерного поста посёлка городского типа Аркуль до города Вятские Поляны, речной подбассейн реки — Вятка. Речной бассейн реки — Кама.
По данным геоинформационной системы водохозяйственного районирования территории РФ, подготовленной Федеральным агентством водных ресурсов:
- Код водного объекта в государственном водном реестре — 10010300512111100038514
- Код по гидрологической изученности (ГИ) — 111103851
- Код бассейна — 10.01.03.005
- Номер тома по ГИ — 11
- Выпуск по ГИ — 1